# ブック・オブ・ライフ
『ブック・オブ・ライフ』（The Book of Life）は、1998年製作のアメリカ映画。ハル・ハートリー監督・脚本。

## キャスト
- マーティン・ドノヴァン - イエス・キリスト
- PJ・ハーヴェイ - マグダレナ
- トーマス・ジェイ・ライアン - サタン
- デイヴ・シモンズ - デイヴ
- 二階堂美穂 - イーディ

## その他
- ミュージシャンのヨ・ラ・テンゴが救世軍バンド役で出演している。
- ビデオ、DVD発売されていたが、現在は廃盤となっており入手困難である。消費者リクエスト型ショッピングサイトたのみこむではハートリー作品のDVD化が発案されている。
たのみこむ - ハル・ハートリー作品のDVD化！